# Belgio ai XVII Giochi olimpici invernali
Il Belgio partecipò ai XVII Giochi olimpici invernali, svoltisi a Lillehammer, Norvegia, dal 12 al 27 febbraio 1994, con una delegazione di 5 atleti impegnati in due discipline.